# Helsinki Thunder
O Helsinki Thunder foi um circuito de rua em Helsinque, na Finlândia. Nos seus 3 anos de vida, sediou a DTM antiga em 1995 e 1996, a FIA GT e a Fórmula 3000 Internacional em 1997.

## Recordes
| Categoria                            | Tempo                                | Piloto                               | Veículo                              | Evento                               | Mapa do Circuito                     |
| Circuito Grand Prix: 3.180 km (1997) | Circuito Grand Prix: 3.180 km (1997) | Circuito Grand Prix: 3.180 km (1997) | Circuito Grand Prix: 3.180 km (1997) | Circuito Grand Prix: 3.180 km (1997) | Circuito Grand Prix: 3.180 km (1997) |
| ------------------------------------ | ------------------------------------ | ------------------------------------ | ------------------------------------ | ------------------------------------ | ------------------------------------ |
| F3000                                | 1:26.466                             | Juan Pablo Montoya                   | Lola T96/50                          | 1997 Helsinki F3000 round            |                                      |
| GT1                                  | 1:27.901                             | Bernd Schneider                      | Mercedes-Benz CLK GTR                | 3 Horas de Helsinki de 1997          |                                      |
| GT2                                  | 1:35.076                             | François Lafon                       | Porsche 911 GT2                      | 3 Horas de Helsinki de 1997          |                                      |
| Circuito Grand Prix: 3.180 km (1996) |                                      |                                      |                                      |                                      |                                      |
| DTM                                  | 1:26.577                             | Hans-Joachim Stuck                   | Opel Calibra V6 4x4                  | DTM 1996                             |                                      |
| Circuito Grand Prix: 3.301 km (1995) |                                      |                                      |                                      |                                      |                                      |
| DTM                                  | 1:25.930                             | Stefano Modena                       | Alfa Romeo 155 V6 TI                 | DTM 1995                             |                                      |

## Ligações Externas
Track Information